# Nika Bertram
Nika Bertram (* 24. Mai 1970 in Aachen) ist eine deutsche Schriftstellerin, Hörfunk- und TV-Journalistin.

## Leben
Nika Bertram studierte in Köln Anglistik und Informationswissenschaften und arbeitet seit 2007 als Freie Autorin und Journalistin. Davor hat sie im British Council und am Englischen Seminar gearbeitet, sowie als Bibliotheksleiterin, Multimedia-Konzepterin und EDV-Dozentin. Von 1989 bis 1993 war sie Mitglied der Kölner Autorenwerkstatt. Sie schreibt Prosa, Hörspiele und „Digitale Literatur“. Zu ihrem Roman Der Kahuna-Modus (2001) entwickelte sie ein eigenes Computerspiel und ein Web-Mud.
Nika Bertram ist Mitglied im Chaos Computer Club und im Verband deutscher Schriftsteller. Dort war sie seit 2004 Vorstandsmitglied im Bezirk Köln, trat jedoch im Dezember 2008 von diesem Amt zurück. Sie gründete gemeinsam mit Eva Weissweiler den gemeinnützigen Verband Aktion unabhängiger Rhein-Ruhr-AutorInnen (AURA 09 e. V.) und wurde am 11. Mai 2009 zur 3. Vorsitzenden gewählt.
Sie hat eine Tochter und lebt mit ihrem Partner in Köln.

## Auszeichnungen
- Arbeitsstipendium des Landes NRW 2008, 2012[3]
- Hörspiel-Arbeitsstipendium Filmstiftung NRW 2008, 2012[3]
- Hörspielwerkstatt-Stipendium Deutscher Literaturfonds/NDR, 2006
- „Lyrical__I“, Berlin, 2005.
- Stipendium der Arno-Schmidt-Stiftung, Sommerseminar im Nordkolleg Rendsburg. 2002.
- Endrundennominierung literatur.digital (für Kahuna Mode Fiction Game)
- Phantastikpreis der Stadt Wetzlar / Künstlerinnenförderpreis NRW (für den Kahuna Modus). 2001.
- Rolf-Dieter-Brinkmann-Stipendium der Stadt Köln. 2000.
- Siegerin beim „1. scifi:poetry slam“ im Chaos Communication Camp, Berlin. 1999.
- Shortlist Holtzbrinck-Preis für Wissenschaftsjournalismus 2017[3]

## Werke
Romane
- Der Kahuna Modus. Frankfurt am Main: Eichborn, 2001. ISBN 3-8218-0697-4
- Ich sage blau (12 Farben). Köln: Rhein wörtlich, 2012. ISBN 978-3-943182-04-0

Kurzgeschichten
- Nicht von hier, in: Kölner Stadt-Anzeiger, 12. April 2008
- Zum Klang der Reisschale, in: Das Kölner Kneipenbuch. Hg von Björn Kuhligk, BvT, Berlin 2007
- welperkörten, in: Gänsehautprothesen, Anthologie der Lesebühne am Brüsseler Platz, Köln 2006
- Tokai Punch, in: Tierische Liebe, Eichborn.Berlin, 2005
- Making Up, in: Geliebte Lust, Rowohlt, 2002, und Wunderlich, 2004
- Frau Venus ist zu meiden, in: noch weiter im text. Janus, 2004
- Autopoesis, in: Dichtungsring, H. 28/29 („Schaumstoff“), 2001
- Wie gülsün zur welt kam, in: Kanaksta, Ullstein, 1999
- Meeting V. (engl.) in: Helio Phobe (amerikanisches Magazin), 1996
- Alle Coladosen sind zertreten, in: weiter im text. Janus, 1991

Webgame
- Kahuna Modus Fiction Game. 2001

Hörspiel
- Radio Wauland, WDR 2011[4]
- Turing Bytes, WDR 2014[5]